# Heteromysis dispar
Heteromysis dispar är en kräftdjursart som beskrevs av Brattegard 1970. Heteromysis dispar ingår i släktet Heteromysis och familjen Mysidae. Inga underarter finns listade i Catalogue of Life.